# کیمبل (تنسی)
کیمبل(به انگلیسی: Kimball) شهری در ایالت تنسی کشور ایالات متحده آمریکا است که جمعیت آن در سرشماری سال ۲۰۱۰ میلادی، ۱٬۳۹۵ نفر بوده‌است.